# Eberhard Wagner (Mundartforscher)

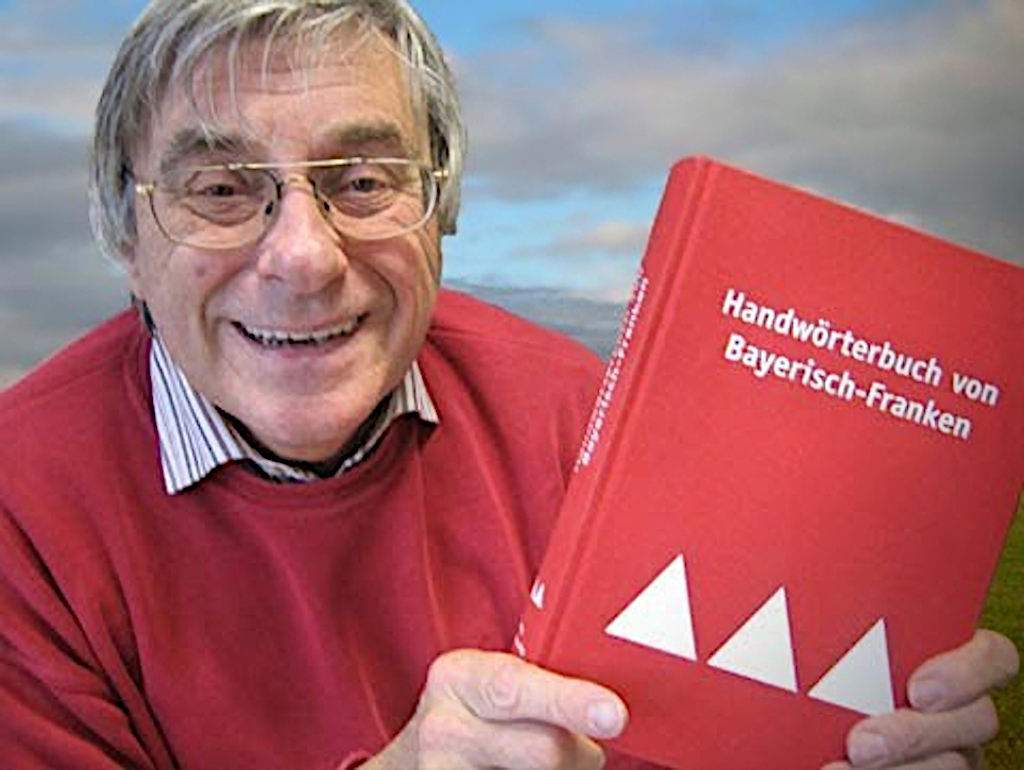
Eberhard Wagner (2007)

Eberhard Wagner (* 4. Januar 1938 in Weimar) ist ein deutscher Mundartforscher, Mundartlyriker, Bühnenautor und Schauspieler. Er ist vor allem bekannt für zahlreiche Veröffentlichungen in oberfränkischer Mundart.

## Leben und Bildung
Wagner ist der Sohn eines Verlagskaufmanns, der Bücher von Goethe besaß und für den Brockhaus-Verlag arbeitete. Das weckte schon früh Eberhards Interesse für Sprache.
Nach der kriegsbedingten Flucht der Familie von Weimar nach Gottsfeld in Oberfranken besuchte Eberhard Wagner dort die Volksschule. 1958 legte er in Bayreuth am Deutschen Gymnasium das Abitur ab.
Danach studierte er an den Universitäten von Köln und Erlangen-Nürnberg die Fächer Germanistik, Geschichte und Dialektologie. Abschließend promovierte er 1964 (Dr. phil.) über die Dialekte des südlichen Bayreuther Raumes.
Eberhard Wagner lebt in Bayreuth. Er engagiert sich als evangelischer Christ auch in der Kirche, so hat er zum Beispiel bei dem Projekt „Bibel auf Bahreiderisch“ mitgewirkt.

## Karriere und Wirken
1967 startete der studierte Mundartforscher seine Karriere bei der Bayerischen Akademie der Wissenschaften zunächst in Erlangen als Redaktor. Ab 1993 war er bis zu seinem Ruhestand 2003 Leiter der Arbeitsstelle Ostfränkisches Wörterbuch in Bayreuth. Seine 36 Jahre Mitarbeit bei diesem Projekt zeichnete sich vor allem durch von ihm gestalteten Fragebögen und eine rege Öffentlichkeitsarbeit aus, so dass 2007 das Druckwerk Handwörterbuch von Bayerisch-Franken erscheinen konnte. Wagner arbeitete daran noch im Ruhestand mit.
Parallel dazu widmete sich Wagner auch der Mundartlyrik und verfasste Theaterstücke für die Studiobühne Bayreuth, die er mitbegründet hat. Der Bayreuther Mundartdichter moderierte über 20 Jahre die Sendung Die Mundartshow bei Radio Mainwelle und verfasste Hörspiele für den Bayerischen Rundfunk. 1986 trat Wagner als Herr Bollwieser im Spielfilm Der Flieger auf. Außerdem wirkte er als Kabarettist in fränkischen Theatern und Kulturzentren. Sein Programm umfasste humorvolle Texte und Gedichte in ostfränkischer Mundart.

## Auszeichnungen und Anerkennungen
Eberhard Wagner wurde 1978 der „Preis der Bayerischen Volksstiftung“ als Auszeichnung für Verdienste um das kulturelle Leben Bayerns zugesprochen.
2008 wurde ihm das Bundesverdienstkreuz am Bande für seine Verdienste um die Erforschung und Pflege des fränkischen Dialekts verliehen.
Am 24. Februar 2011 wurde der Kulturpreis der Stadt Bayreuth 2010 an den Sprachforscher und Autor Eberhard Wagner verliehen.
Der Frankenbund hat seinen dotierten Kulturpreis auf dem Bundestag 2013 an Wagner verliehen.
Im Jahr 2016 erhielt er den Frankenwürfel, eine Auszeichnung für Persönlichkeiten, die sich um die fränkische Kultur verdient gemacht haben.

## Werke und Veröffentlichungen (Auswahl)

### Dialektologie
- Das fränkische Dialektbuch. Mit einem Beitrag von Reinhard Rascher, C. H. Beck, München 1987, ISBN 3-406-31800-2.
- Mit Alfred Klepsch: Handwörterbuch von Bayerisch-Franken., Fränkischer Tag GmbH, Bamberg 2007, ISBN 978-3-936897-52-4.

### Mundartlyrik
- Wagners wichtigste Werke, ars vivendi Verlag, Cadolzburg 2018, ISBN 978-3-86913-968-5.
- Anawengsawengwos: Gedichte in oberfränkischer Mundart, Fränkischer Tag, Bamberg 1998, ISBN 978-3-928648-33-2.

### Mundartstücke
- Gute Nachbarn: Stück in 1 Akt, Deutscher Theaterverlag, Weinheim/Bergstrasse 1979, ISBN 3-7695-0546-8.